# ديفيد ماراتسي
ديفيد ماراتسي هو لاعب كرة قدم سويسري في مركز الوسط، ولد في 6 سبتمبر 1984 في لوزان في سويسرا. شارك مع منتخب سويسرا تحت 21 سنة لكرة القدم. أما مع النوادي، فقد لعب مع نادي آراو ونادي سانت غالن ونادي سيرفيت ونادي لوزان.

## وصلات خارجية
- ديفيد ماراتسي على موقع قاعدة بيانات كرة القدم.إي يو (الإنجليزية)
- ديفيد ماراتسي على موقع Soccerway.com (الإنجليزية)
- ديفيد ماراتسي على موقع عالم كرة القدم.نت (الإنجليزية)